# 軽部進一
軽部 進一（かるべ しんいち、1967年〈昭和42年〉6月27日 - ）は、撮影特殊機材のレンタル・オペレーション会社「株式会社NKL」（旧・NK特機、及び旧・K&L）の代表取締役、映画プロデューサー、映画監督。JAC-NKLの創業者である。

## 来歴
エヌケーエルも参照
父親は、撮影効果・特機分野で平成15年度文化庁映画賞映画功労部門を受賞している、日活撮影所の撮影効果技師・軽部進。
東京都立千歳高校卒業。ワシントン州立大学並びにシアトル大学卒業。留学先のアメリカで撮影技術の会社を経営し、現地の特機技術に触れたことがきっかけになり、帰国後、アメリカの特機技術を日本に合わせて進化させることをコンセプトとして日本でも起業する。後に父親のNK特機も引継ぐ。
『黄金を抱いて翔べ』では製作、『歌舞伎町はいすくーる』と『赦免花』では監督を務める。『赦免花』ではパキスタンのラホール国際映画祭で最高監督賞を受賞。
2014年11月28 - 30日まで開催された新人監督映画祭にて『赦免花』『歌舞伎町はいすくーる』で最優秀監督賞を受賞。GACKT・河村隆一などのコンサートやPVのディレクティングや映像プロデュースもしている。

## 人物
趣味はトレーニング。

## 作品

### 映画
- 黄金を抱いて翔べ - 松竹映画・製作
- 赦免花 - 監督
- 歌舞伎町はいすくーる - 監督

### オリジナルビデオ
- ブルーバレンタイン 女・アサシンの復讐 - 総合プロデューサー
- ブルーバレンタイン2 隠されたペンダントの秘密 - 総合プロデューサー

### PV
- 河村隆一「HANA」「Miss you」
- GACKT「サクラ、散ル…」